# Joe Alaskey
Joseph Francis "Joe" Alaskey III (17 aprilie 1952 – 3 februarie 2016) a fost un actor american de film și televiziune.

## Filmografie
Roluri de voce
- Who Framed Roger Rabbit (1988)
- Spaced Invaders (1990)
- A Wish for Wings That Work (1991)
- Casper (1995)